# Robert Zawieja
Robert Zawieja – polski dziennikarz muzyczny, DJ, prezenter radiowy i telewizyjny.

## Radio
Związany z radiem od 1993 roku. Znany jest pod pseudonimem Pegaz. Karierę rozpoczął jako student w poznańskim Radiu Winogrady (później przemianowane na Radio Fan), na antenie którego prowadził audycje autorskie. Był didżejem i prezenterem w Radiu Super FM, Gold FM oraz w poznańskim oddziale Radia Eska Rock, gdzie był również dyrektorem muzycznym. We wtorki po godz. 21.00 prowadził autorską audycję "Sanatorium". Od 30 marca 2009 roku prowadził od poniedziałku do soboty po godz. 19.00 razem z Anną Nowaczyk listę przebojów "NRD – Najlepsza Rockowa Dwudziestka".
Od października 2014 roku pracował w telewizji Muzo.tv (do maja 2017 roku) i radiu Muzo.fm (do lutego 2024 roku).